# المسرح الوطني الجزائري
المسرح الوطني الجزائري (أو مسرح محي الدين باشتارزي) المعروف سابقًا بدار أوبرا الجزائر، هو مبنى تاريخي في الجزائر العاصمة، في الجزائر. بني من عام 1850 إلى عام 1853. صميم من قبل المهندسين المعماريين شارل فريديريك تشاسريو [الإنجليزية] وجاستن بونسارد على طراز إحياء عمارة الباروك المعماري. تعرض المسرح إلى حريق هائل عام 1883 وأعيد بناءه من جديد. يحتضن هذا الصرح أغلب الأعمال المسرحية الكبيرة إلى جانب مسرح قسنطينة ومسرح وهران ومسرح تيزي وزو.

## وصلات خارجية
- -الموقع الرسمي للمسرح الوطني